# Signo de Kussmaul
El signo de Kussmaul consiste en el aumento patológico de la ingurgitación yugular (presión venosa yugular) durante la inspiración, (normalmente, con la inspiración, la presión venosa yugular disminuye, debido a la disminución de la presión intratorácica y al posterior aumento de sangre que llega al lado derecho cardíaco)  por la dificultad en la distensión de las cámaras ventriculares a la mayor llegada de sangre, observado principalmente en la constricción pericárdica, pericarditis constrictiva (aumento de rigidez del pericardio) y es más raro de ver en el taponamiento cardíaco. Sin embargo, no es raro encontrarlo en cualquier enfermedad que aumente exageradamente la presión venosa en las cavidades derechas como la insuficiencia cardíaca derecha severa y el infarto del ventrículo derecho, la estenosis tricuspídea y miocardiopatías restrictivas. 
Fue descrito por vez primera por el médico alemán Adolf Kußmaul.